# 近藤光史
近藤 光史（こんどう みつふみ、1947年（昭和22年）7月12日 - ）は、元毎日放送アナウンサー。現在は、昭和プロダクション所属のフリーアナウンサーとして、関西を中心に活動している。身長170cm。
愛称は「コンちゃん」。出演番組などでの自己紹介で、「コンちゃん、近藤光史です」と言うことが恒例になっている。
岡山県岡山市の生まれで、2009年（平成21年）には社団法人（現・公益社団法人）岡山県観光連盟から「おかやま観光特使」、2015年（平成27年）には宮崎県から「みやざき応援大使」を委嘱されている。

## 来歴
岡山市生まれの大阪市阿倍野区・兵庫県西宮市育ち。元軍人で広畑の太平工業に勤めていた父(享年60)は厳しかった。大社幼稚園、西宮市立大社小学校、西宮市立大社中学校を経て、1963年（昭和38年）4月に西宮市立西宮東高等学校へ第1期生として入学した。
高校時代には山岳部に所属。卒業後に学習院大学の文学部へ進学したが、再受験を経て翌年に早稲田大学社会科学部へ入学した。早稲田大学への入学後は、放送研究会アナウンス部からの出向扱いで、「ナレオ・ハワイアンズ」（同大学の音楽クラブに所属するハワイアンバンド）のライブ司会者として活動していた。
1971年（昭和46年）4月に、アナウンサーとして毎日放送へ入社した。同期のアナウンサーは野村啓司（2024年3月までフリーパーソナリティ）と平松邦夫（後の大阪市長）。アナウンサーではないが、近藤同様、早稲田大学に通っていたプロデューサーの御藤良基（現在は光明寺住職）、ディレクターの山田厚史（朝日新聞社を経て、現在はジャーナリスト）、同局およびMBSメディアホールディングス相談役最高顧問の河内一友も同期生に当たる。
毎日放送への入社後は、『ヤングおー!おー!』『MBSヤングタウン』『スタジオ2時』などの公開番組や、MBSラジオの生放送番組『6時半です。おはようコンちゃん』『でんわ大好きKYU-KAN-CHO』などに出演。出演番組では、「胴間声（どうまごえ）」と自称するほどの大声での司会・フリートークなど、お笑い芸人顔負けの個性を発揮していた。
また、小池清がアナウンサー室長を務めていた1983年には、小池の依頼で先輩アナウンサー（当時）の斎藤努とともに『あどりぶランド』（局アナが全員揃って出演する日本初のテレビ番組）の企画を立案。1984年1月から同番組の放送を開始してからは、数々のキャラクター（"ハジソン博士"など）を演じたり、番組恒例の時代劇企画で歴史上の人物（『水戸黄門』の格さん）に扮したりすることが多かった。1984年度のアノンシスト賞で、毎日放送アナウンサー室がグランダ・プレミオ（大賞）を受賞した企画「旧札vs新札」では、伊藤博文役を演じている。
1989年の人事異動では、アナウンス室に籍を置いたまま、毎日放送千里丘放送センターなど数カ所に分散していた同局の本社・制作機能を現在の社屋（大阪市北区茶屋町）へ集約させるための社内プロジェクト（茶屋町再開発プロジェクト）チームにも配属。やがて、チームの活動に専念するため、アナウンス室を離れた。しかし、1992年（平成4年）8月、当時の妻の健康上の事情などを理由に毎日放送を退職した。
退職後は、「（毎日放送への）入社直後に出張で訪れた際に見た綺麗な海を忘れられなかった」などの理由からタヒチへ移住。現地で日本人向けの海外挙式会社を設立すると、タヒチ観光局から正式に観光業者としての登録を受けた。1997年3月にはニューカレドニアにも、同種の会社を立ち上げている。フランスがタヒチ近海で核実験を実施した1995年（平成7年）以降は、風評被害が観光に及ぼす影響を払拭すべく、NHKやタヒチのテレビ局のインタビューに登場。タヒチ観光局からの依頼で、日本のテレビ局に対して、観光立国タヒチの安全を訴えるPR活動を展開したこともある。
2000年（平成12年）9月に日本へ帰国（詳細はエピソードを参照）。翌月には、MBSラジオの新番組『こんちわコンちゃん2時ですょ!』（現在の『こんちわコンちゃんお昼ですょ!』）で、ラジオパーソナリティとして同局の番組に復帰した。以降は、同番組を中心に、フリーアナウンサーとして活動の幅を広げている。
2003年（平成15年）9月から半年間、『こんちわコンちゃん』と並行して、読売テレビの『情報満載 ひるまで!すっぴん!』で司会を担当。毎日放送以外の放送局の番組へ、初めてレギュラーで出演した。2007年（平成19年）1月には、「ドラマ30」シリーズの『家族善哉』（MBS制作・TBS系列）に友情出演。2009年（平成21年）9月18日には、『こんちわコンちゃん』の放送2000回到達（同年9月25日）を前に、阪神甲子園球場でのプロ野球公式戦（阪神タイガース対広島東洋カープ）で人生初の始球式を経験した。『こんちわコンちゃん』の中で、学生時代走るのが速かったと自慢している。
また、『こんちわコンちゃん』の企画で、自身の作詞・歌唱による楽曲「寿（ことぶき）」のCDを製作。2010年（平成22年）12月には、同番組月曜日で共演中の大平サブロー芸能生活36年記念舞台「あかんたれ芸人の詩」に、寄席の支配人役で出演した。2009年からは、同番組とローソンのコラボレーション企画で、地域・期間限定発売の食品をプロデュース。2012年（平成24年）9月1日には、自身の半生や『こんちわコンちゃん』の番組史などをまとめた初の著書『こんちわコンちゃんお昼ですょ!　夢が我が家にやってきた』（以下『夢が我が家にやってきた』と略記）を発売した。

## 人物
趣味は、日曜大工、機械いじり、ゴルフ、釣り、ショッピング、鉄道模型、「すきま風」（杉良太郎）を初めとするカラオケなど。鉄道模型については、現在の自宅の一角に、かつて岡山市内の実家付近を走っていた西大寺鉄道沿線の風景を特注のジオラマで再現している。
過去に3度の婚姻歴があったことを、『こんちわコンちゃん』などで自ら公表済み。2013年3月17日に、大平サブロー夫妻による仲人で、4度目の結婚式を挙げた。4度目の結婚時に共演歴のある明石家さんまから「趣味が結婚、特技が離婚」というキツいスピーチを受けたとの事。2016年7月1日に年の差による性格の不一致などが原因で4度目の離婚となった。　
2012年3月に初孫が誕生した。

## エピソード

### 学生時代
- 大学受験で上京した際に、興味本位で劇団四季のオーディションに挑戦。参加を認められたにもかかわらず、応募者が殺到した影響で自身の出番が深夜（当時宿泊していた叔母宅に通じる国鉄の最終電車出発後）まで回らないことを知ったため、待機中に自身の意思で参加を辞退した。
- 早稲田大時代には、当時の学生バンドブームを背景に、「『ナレオ･ハワイアンズ』の司会者」として音楽関係者に知られていた。ビリー・バンバンがメジャーデビュー曲の「白いブランコ」で大ヒットを記録した頃に共立講堂で開いたコンサートなど、「ナレオ･ハワイアンズ」以外のコンサートや音楽会でも、たびたび司会を務めている[12]。
- アナウンサーを志した直接のきっかけは、中・高校生時代に愛聴していた『アナウンサーコーナー』（ラジオ大阪の深夜番組）月曜日のパーソナリティで、当時同局のアナウンサーだった榎本勝敏（後に役員へ昇進）の声に憧れたことによる。近藤は後に、榎本の出身校である早稲田大学へ進学。卒業後にアナウンサーとして、ラジオ大阪へ入社することを考えていたため、榎本との面会も果たしている。その際に、近藤のキャラクターを見込んだ榎本から「在阪局のアナウンサーになりたいのなら、（ラジオ単営局の）ラジオ大阪より、君のキャラクターに合う毎日放送（当時はテレビとラジオの兼営局）を目指した方が良い」と勧められたため、毎日放送の入社試験へ臨んだ。
- 就職活動の時期に、当時毎日放送の系列局であったNETテレビ（現在のテレビ朝日）の視聴者参加クイズ番組（番組名不詳）で優勝。副賞に世界一周の旅行券（当時の金額で1000万円相当）を授与されたが、指定された出発日が毎日放送の入社試験と重なったことから、特例として旅行券を100万円の現金と交換した。

### 毎日放送アナウンサー時代
- 新人時代からテレビ・ラジオで数々の公開収録（または生放送）番組の司会・進行役を務めてきたこともあって、緊急時を除けば、テレビ・ラジオでストレートニュースを読む機会が他のアナウンサーに比べて少なかった[13]。
- 同期入社の野村・平松や、1年先輩の松井昭憲（いずれも元アナウンサー）とは、現在に至るまで親交が深い。毎日放送のアナウンサー時代には、『あどりぶランド』の実験企画「ハジソン博士」シリーズをはじめ、松井とのコンビ（コンちゃん・マッちゃん）がテレビ・ラジオを問わず人気を博した。
- 2018年12月まで毎日放送のアナウンサーであった水野晶子（滋賀県草津市出身のフリーアナウンサー・落語家）が自己紹介などで多用する「どうせ私は草津のおんな」というキャッチフレーズは、水野が大阪テレビタレントビューロー所属の契約アナウンサーだった1980年代の前半に、当時アナウンス室での上司だった近藤が付けたという[14]。

### タヒチからの帰国・放送業界への復帰
- 毎日放送の退社直後からタヒチで暮らしていた近藤は、2000年（平成12年）7月に、当時経営していた会社（前述）の営業活動で大阪に滞在していた。しかし、宿泊先のホテルに平松から電話がかかってきたことをきっかけに、毎日放送の本社で平松・野村・斎藤努（かつての上司で当時のアナウンス室長）と久々に再会。3人から異口同音に、「そろそろ日本へ帰って来ないか?」と勧められる。実は、この再会は、かつて近藤の出演番組でディレクターを務めた田中文夫（当時のラジオセンター長）による新番組のパーソナリティ探しの一環であった。
- 平松・野村・斎藤との再会直後に、田中から改めて帰国とラジオパーソナリティへの復帰の打診を受けた近藤は、タヒチで政府登録の旅行会社を経営する立場からいったん回答を保留。しかし、毎日放送時代に「負けず嫌い」の印象が強かった田中が何度も真剣に口説く姿に心を打たれたあげく、（同局アナウンサー室からの異動以来）11年振りに日本でアナウンサーとしての仕事を再開することを決意した[15]。なお、近藤が経営していた会社については、短期間での紆余曲折の末に近藤が代理社長を任命することで存続させたという[16]。
- ラジオパーソナリティ復帰後の2016年（平成28年）10月13日から16日まで実施された毎日放送開局65周年記念特別企画「MBSプロデュース　豪華客船　神戸発着3泊4日の旅『ドリームズ・カム・クルーズ』」（クルーズ客船「ぱしふぃっくびいなす」のチャーターによる有料のスペシャルツアー）は、旅行業界に従事する近藤の知人が毎日放送へ企画を打診したことをきっかけに実現。近藤自身も、毎日放送のラジオパーソナリティを代表して全行程に同行した。

### 「こんちわコンちゃん」
- 還暦を迎えた2007年（平成19年）には、3月21日の本番直前に毎日放送の本社内で心筋梗塞を発症したことから、当日の本番終了後に入院。梗塞部分と検査で発見された喉の肉腫を手術で無事に摘出できたため、選抜高等学校野球大会の中継による放送休止期間をはさんで、同年4月5日の放送でいったん復帰した。しかし、手術前の麻酔施術の際に声帯の筋肉が捻挫を起こした影響で十分に発声できなかったため、4月9日から大事を取って別の病院へ入院[17]。5月15日の放送から一部コーナーへの出演を再開した後に、同月21日の放送で完全復帰を果たした。
- 2009年（平成21年）9月18日の始球式（前述）では、甲子園球場アルプススタンド内の300席を、リスナー向けに特別価格で販売。近藤は、当番組の生放送を終えてから阪神甲子園球場へ直行すると、リスナーなどが見守るなかで大役を果たした[18]。
- 2017年12月26日の『こんちわコンちゃんお昼ですょ!』放送中に、沖縄県における米軍基地反対運動に関連して、「中国や韓国の勢力が内部から日本を分断しようとしている」と発言。「これらの勢力が基地反対運動でも活動しており、純粋に反対運動をしている人は少ない」とも述べた。 毎日放送社長の三村景一は、2018年1月18日の定例記者会見で、上記の発言を「不適切」として謝罪。アナウンサー時代からの知人でもある近藤に対して、沖縄県内の現状についての再取材と放送での報告を求めた[19]。この方針を受けて、近藤は翌2月に、名護市辺野古の「テント村」を中心に反対運動を精力的に取材した[20]。
- 毎日放送からの退職後もMBSラジオで複数の番組を担当していた野村が2024年3月12日に75歳で逝去したことを受けて、同月25日（月曜日）には、『こんちわコンちゃんお昼ですょ!』の冒頭で野村の訃報をリスナーに伝えた。

## 出演番組

### 現在
- こんちわコンちゃんお昼ですょ!（MBSラジオ、メインパーソナリティ）
- 日曜コンちゃん おはようさん（MBSラジオ、2012年1月から日曜8:00 - 8:30に放送、2021年4月から日曜10:00 - 10:30に放送、メインパーソナリティ）[21]。

### 過去
毎日放送アナウンサー時代
- テレビ
  - 昼ぶらショッピングもってけワンワン
  - あどりぶランド[2]
  - チャンネルメイト[1][2]
  - MBSニュース（随時）
  - お天気のお知らせ（随時）
- 以下の番組は、毎日放送のサービスエリアである関西以外の地方の一部でも放送。
  - ヤングおー!おー!（第3代進行アナウンサー、1979年4月 - 1980年9月）
  - スタジオ2時
  - 朝のホットライン（TBS制作・JNN系列全国ネット番組）
    - 番組前期の1982年4月から放送された「ザ・お天気マン」（生中継による天気予報）の金曜日で、キャスターの前田武彦と共に、大阪から全国向けの中継に出演。
- ラジオ
  - MBSヤングタウン[1][2]
    - フリーアナウンサーへの転身後も、堀内孝雄と矢沢透がパーソナリティを務めていた2024年3月15日放送分の『ヤングタウン金曜日』にゲストで出演していた。アリス (フォークグループ) の結成当初からメンバー全員（谷村新司・堀内・矢沢）と親しく交流してきたことや、谷村が2023年10月に急逝した後も「アリスのメンバー」として『ヤングタウン金曜日』への出演を続けていた堀内と矢沢が、2024年3月29日放送分をもってパーソナリティを退くことが決まっていたことによる。

  - ヤンタン パートII こんばんはコンちゃんです（1976年4月5日 - 1977年3月31日）[2][22]
    - 「コンちゃん」の愛称を冠した初めてのレギュラー番組、23:40-24:25

  - ハロー!ジャネット （1973年10月14日 - 1975年4月6日）
  - グアムグアムリクエスト
  - レディース サンデージョッキー
  - 6時半です おはようコンちゃん!（1979年4月2日 - 1982年4月2日、メインパーソナリティ）[2][23]
    - 1981年度のアノンシスト賞・ラジオ番組部門で優秀賞を受賞[24]。

  - コンちゃんのDOマイコン[25]
  - でんわ大好きKYU-KAN-CHO（1983年度 - 1986年度）[1][2][26]
  - それゆけ![1]
  - コンちゃん チェーさんの韓国ホットナウ
  - 毎日ニュース（随時）
  - お天気のお知らせ（随時）

フリーアナウンサー転向後
- 情報満載 ひるまで!すっぴん!（読売テレビ）[27]
- 痛快!エブリデイ（関西テレビ）
- とっぴもナイト（KBS京都テレビ、ゲストとして不定期で出演）
- ☆日曜だけ開店☆ コンちゃんマーケット（MBSラジオ、2009年10月11日 - 2010年9月、日曜9:00 - 9:15）
- 増刊!たかじんのそこまで言って委員会（読売テレビ、2011年8月20日）[28]
- コンちゃんの「い～話です♪」（MBSラジオ、2011年4月 - 2011年9月、日曜17:45 - 17:59）
- 証券知識普及プロジェクトpresents コンちゃんのイチから始める資産運用[29]（2011年9月 - 12月、日曜6:00 - 6:15）
- 関西バンザイTV まぶしいチカラ（MBSテレビ、2012年1月11日）[30]
- 朝までがんばるバラエティ　大阪の夜明けは近いぜよ（MBSテレビ、2013年4月28日） - 立花理香と共に司会を担当
- AKBと××!（読売テレビ、2013年11月22日）[31]
- ビッグフィッシング（サンテレビ、2013年12月5日）[32]
- 痛快!明石家電視台（MBSテレビ）- 関西で活躍するフリーアナウンサーやラジオパーソナリティがスタジオに集結する企画に、ゲストとして不定期で出演。
- ジャパネット presents 民放AMラジオ全47局ネット特別番組 ラジオのちから2015（TBSラジオ制作、2015年12月5日） - MBSラジオのパーソナリティ代表として、電話でインタビューやラジオショッピングコーナーに出演[33]。
- スマラジw『ナジャとアナの虹色レインボー』（MBSラジオ、2017年2月17日） - 『こんちわコンちゃんお昼ですょ!』金曜日の本番終了後に、同番組水曜アシスタントの武川智美（毎日放送アナウンサー）と揃ってゲスト出演。
- 次は〜新福島!（MBSラジオ、2017年11月22日） - メインパーソナリティ・福島暢啓（毎日放送アナウンサー）の「パイセン（ラジオパーソナリティとしての先輩）」として、『こんちわコンちゃんお昼ですょ!』水曜日の本番終了後に、「ラジオ博愛主義!パイセンがやってきた!」（20時台のゲストコーナー）へ出演。
- ABCラジオ設立記念特別番組 ラジオは愛だ!?（朝日放送ラジオ、2018年5月27日）[34]
- ぐるっと関西おひるまえ（NHK大阪総合、2019年9月13日） - 「サブローの夏休み!～夜行列車熊本の旅～」にて大平サブローと熊本を訪問。『テレメッセくまもと』（NHK熊本総合）の出演者とも触れ合った。
- 相席食堂（朝日放送テレビ、2021年8月10日） - 「関西を代表するラジオスター」と銘打って、東大阪市をロケで訪問。
- Mラジ　こどもスマイル学園×こども音楽コンクール（2022年9月17日・2023年7月29日・2024年9月7日）
  - 「Mラジ」（MBSラジオ）が新日本放送時代の1953年にこども音楽コンクールを始めてから2023年で70年目を迎えることを前に、コンクールの歴史を振り返る趣旨で制作された特別番組で、松井愛（毎日放送の現職アナウンサーで『こんちわコンちゃんお昼ですょ!』の元・アシスタント）などと揃って「生徒」役で出演。
  - 母体になった週1回放送のレギュラー番組（『MBSこども音楽コンクール』）では、新日本放送→毎日放送の（主に若手）アナウンサーが代々パーソナリティを務めている。自身が毎日放送のアナウンサーだった時代には、同期の野村が入社の直後からしばらく担当していたが、自身は「当時から色物（演芸・バラエティ系の番組）に引っ張り出されていた」とのことで担当しないまま退社した（当該項で詳述）。
- なるみ・岡村の過ぎるTV（朝日放送テレビ、2024年3月18日） - 「レジェンド過ぎる関西ラジオスター」と銘打って、『こんちわコンちゃんお昼ですょ!』月曜分の生放送と本番前における密着取材映像を、「レジェンド過ぎる関西ラジオスターコレクション」の第2弾で放送。

## 著書
- 『こんちわコンちゃんお昼ですょ!夢が我が家にやってきた』（2012年9月1日、西日本出版社、ISBN 978-4901908733）

## 連載
- 『あまから手帖』（クリエテ関西）-「『こんちわコンちゃんお昼ですょ!』の近藤光史さんが行く○○ですょ!」（『こんちわコンちゃん』との連動企画、2003年6月号 - 2010年12月号）

## 出演CM
- 藤田食品
- 舞昆のこうはら（昆布を発酵させた食品）
- 森永製菓（森永ミルクキャラメル）
- サントリー（セサミン）など
- ライオンケミカル
いずれもMBSラジオ（生コマーシャル）のみで放送。

## 関連人物
- 野村啓司
- 平松邦夫
- 西靖（同郷で同じMBSアナウンサー）